# Virginia Rappe
Virginia Rappe, all'anagrafe Virginia Caroline Rapp (Chicago, 7 luglio 1891 – San Francisco, 9 settembre 1921), è stata una modella e attrice statunitense.

## Biografia
Nata a Chicago, orfana della madre Mabel Rapp dall'età di 11 anni, Virginia Rappe iniziò a lavorare come modella già all'età di 14 anni. Dopo aver destato un certo interesse per aver posato con una cuffietta sulla copertina dello spartito di una canzonetta di successo, Let Me Call You Sweetheart, fu soprannominata la "ragazza con la cuffietta". Nel 1917 si trasferì a Hollywood e fu diretta dal regista Fred J. Balshofer in Paradise Garden.
Nel 1918 Balshofer la chiamò di nuovo per recitare come comprimaria accanto a Julian Eltinge e Rodolfo Valentino in Over The Rhine (film che fu rimontato qualche anno dopo e uscì con il titolo An Adventuress), nel quale fu premiata con il titolo di Best Dressed Girl in Pictures. In seguito Mack Sennett le offrì di lavorare nel suo studio, facendo una serie di partecipazioni in qualche film.
Nel 1919 intraprese una relazione sentimentale con il produttore e regista Henry Lehrman, legato agli studios di Sennett, che le diede una piccola parte nel suo film Fantasy e tempo dopo le presentò Roscoe Arbuckle detto Fatty, che dirigeva in Joey Loses a Sweetheart.

### Lo scandalo Arbuckle

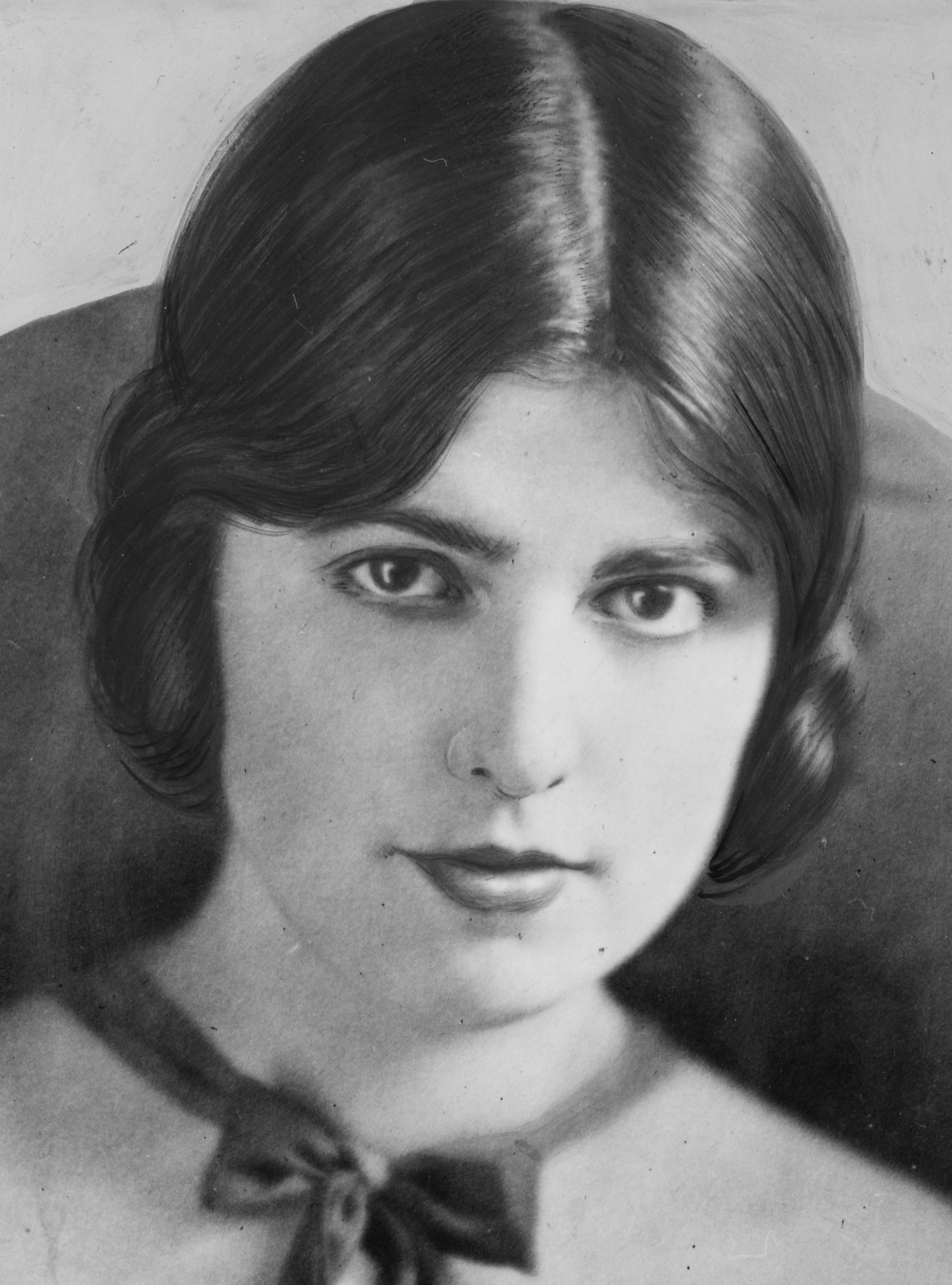
Virginia Rappe, 1920

La sua carriera sembrava avviata al successo quando William Fox le fece firmare un contratto e pensò di affidarle il ruolo di protagonista in un film di produzione imminente, Twilight Baby, lungometraggio della Fox. Anche Roscoe Arbuckle, allora uno dei più famosi attori di Hollywood, si era invaghito della ragazza, alla quale aveva offerto la parte di protagonista del suo prossimo film. In tali circostanze, "Fatty" la invitò, insieme ad altri personaggi di Hollywood, alla festa per celebrare il suo nuovo contratto triennale con la Paramount, party che si tenne a San Francisco il 5 settembre 1921. La festa di Arbuckle fu uno dei primi gravi scandali di Hollywood, che seguiva a ruota quello di Olive Thomas dell'anno precedente.
Approfittando di una pausa delle riprese del film a cui stava lavorando, Fatty Arbuckle si recò a San Francisco in compagnia di due amici e prese alloggio al St. Francis Hotel, dove organizzò una festa invitando anche diverse ragazze. Durante il party, verso le tre del pomeriggio quando la festa pareva appena incominciata, Fatty, che gironzolava in pigiama e accappatoio, prese Virginia, già piuttosto ubriaca, e la portò nella camera da letto dell'appartamento 1221. Secondo la testimonianza resa poi da Maude Delmont, la festa si interruppe bruscamente quando dalla camera da letto giunsero grida laceranti. Arbuckle si affacciò dalla porta con un risolino noncurante, col pigiama a brandelli e il cappellino di Virginia in testa, dicendo alle ragazze di andare a rivestire la donna e riportarla al Palace dove erano alloggiate poiché "fa troppo chiasso".
Maude e un'amica showgirl, Alice Blake, trovarono Virginia sul letto praticamente nuda che si contorceva urlando «Muoio... muoio... mi ha fatto male» e a stento riuscirono a rivestirla con gli abiti ridotti in stracci. Il medico dell'hotel, che la visitò, diagnosticò un'intossicazione da miscuglio alcolico e stupefacenti; ma ciò non spiegava i dolori lancinanti al basso ventre. Fu portata all'ospedale di Pine Street e a un'infermiera avrebbe detto: «È stato Fatty Arbuckle a ridurmi così... vi prego, fate che non la passi liscia». Morì il 9 settembre.
Ufficialmente la causa di morte non è mai stata accertata. Insospettito da una telefonata dall'ospedale, in cui si chiedevano vaghi ragguagli sull'autopsia, il vice-medico legale di San Francisco Michael Brown, si recò personalmente sul luogo, dove constatò una frenetica attività di copertura: un dottore venne sorpreso mentre si avviava all'inceneritore dell'ospedale con un barattolo contenente i resti degli organi femminili lesionati della ragazza, in cui la vescica era stata lacerata da un atto di violenza imprecisato, che aveva poi condotto al decesso per peritonite. La polizia, avvisata del fatto, avviò subito le indagini, giungendo presto a un'accusa formale per Arbuckle di violenza carnale e omicidio.
La stampa fece dell'incidente uno scandalo sulla lussuriosa condotta dei divi hollywoodiani, ma nonostante le accuse, Arbuckle non fu ma incarcerato a causa di "prove mancanti".

## Filmografia

### Attrice
- Paradise Garden, regia di Fred J. Balshofer (1917)
- Wild Women and Tame Lions, regia di William Campbell - cortometraggio (1918)
- His Musical Sneeze, regia di Preston Black (Jack White) - cortometraggio (1919)
- A Twilight Baby
- An Adventuress, regia di Fred J. Balshofer (1920)
- The Kick in High Life
- Wet and Warmer
- The Punch of the Irish
- A Game Lady

### Film o documentari dove appare Virginia Rappe
- Why Be Good? Sexuality & Censorship in Early Cinema, regia di Elaina Archer (2007)